# Germinal Peiro
Pour la ville fantôme, voir Peiro.
Germinal Peiro, né le 15 septembre 1953 à Lézignan-Corbières (Aude), est un homme politique français. Membre du Parti socialiste, il est président du conseil départemental de la Dordogne depuis 2015.

## Biographie
En 1988, il est élu conseiller général en battant Alain Bournazel.
Il est député depuis 1997, en battant le maire de Sarlat-la-Canéda et ancien ministre des DOM-TOM, Jean-Jacques de Peretti. Il a été réélu le 10 juin 2012, pour la XIVe législature (2012-2017), dans la 4e circonscription de la Dordogne. Il fait partie du groupe socialiste et est secrétaire national du Parti socialiste chargé de l'agriculture et de la ruralité.
On lui doit la loi Peiro, votée en 1998, qui instaure la retraite complémentaire obligatoire pour les agriculteurs. Il est également à l'origine d’un crédit d’impôt incitant à l’installation de citernes récupérant l’eau pluviale pour préserver les ressources en eau potable ainsi que de l’organisation des sports de pleine nature dans la loi de juillet 2000. Il a fait voter un amendement qui permet d’élargir aux piétons la servitude de marche à pied sur les rives des plans et cours d’eau domaniaux dans le cadre des débats sur la loi sur l'eau. Sous la treizième législature, il a déposé de nombreuses propositions de loi pour prolonger la durée de validité de l'inscription sur les listes d'aptitude pour les lauréats des concours de la fonction publique territoriale, pour obtenir la reconnaissance de l'exception d'euthanasie et de l'aide active à mourir ou bien encore, pour élargir aux concubins et aux signataires d'un PACS, le bénéfice de la pension de réversion.
En mars 2015, il est élu conseiller départemental du canton de la Vallée Dordogne en tandem avec Brigitte Pistolozzi. Le 2 avril 2015, il est élu président du conseil départemental de la Dordogne,,,. Il est renouvelé à la tête du conseil départemental le 1er juillet 2021.
Locuteur de langue occitane, il s'engage dans le cadre de sa présidence du département de la Dordogne à mieux protéger, valoriser et diffuser l'occitan dans le département,.
Il pratique le canoë-kayak et a participé au Championnat de France de descente de rivière en 2008 et en 2009. Germinal Peiro a intégré l’équipe de France de Canoë-Kayak, une discipline dans laquelle il s'est illustré en devenant vice-champion du monde de canoë biplace mixte, en 1981, au Pays de Galles.

## Détail des mandats et fonctions

### Mandats actuels
- Président du conseil départemental de la Dordogne depuis le 2 avril 2015. Il est réélu le 1er juillet 2021[10]
- Conseiller départemental de la Dordogne, élu dans le canton de la Vallée Dordogne, depuis le 29 mars 2015
- Président d'EPIDOR (établissement public interdépartemental du bassin de la Dordogne) depuis le 4 juin 2015

### Anciens mandats
- Maire de Castelnaud-la-Chapelle
  - du 14/03/1983 au 12/03/1989
  - du 20/03/1989 au 18/06/1995
  - du 25/06/1995 au 18/03/2001
  - du 19/03/2001 au 16/03/2008
  - du 17/03/2008 à mars 2014

- Membre du conseil général de la Dordogne
  - du 2/10/1988 au 27/03/1994
  - du 27/03/1994 au 18/03/2001 : vice-président
  - du 19/03/2001 au 9/03/2008 : vice-président
  - du 10/03/2008 au 1/04/2015 : vice-président

- Président de la communauté de communes du canton de Domme (1998-2013)

- Membre du conseil régional d'Aquitaine
  - du 29/03/2004 au 6/04/2004

- Député pour la 4e circonscription de la Dordogne[11]
  - du 1/06/1997 au 18/06/2002
  - du 19/06/2002 au 19/06/2007
  - du 20/06/2007 au 19/06/2012
  - du 20/06/2012 au 20/06/2017

## Affaire judiciaire
En août 2019, Germinal Peiro est condamné pour diffamation envers des opposants à la déviation de Beynac.